# Ferdinand von Goglia

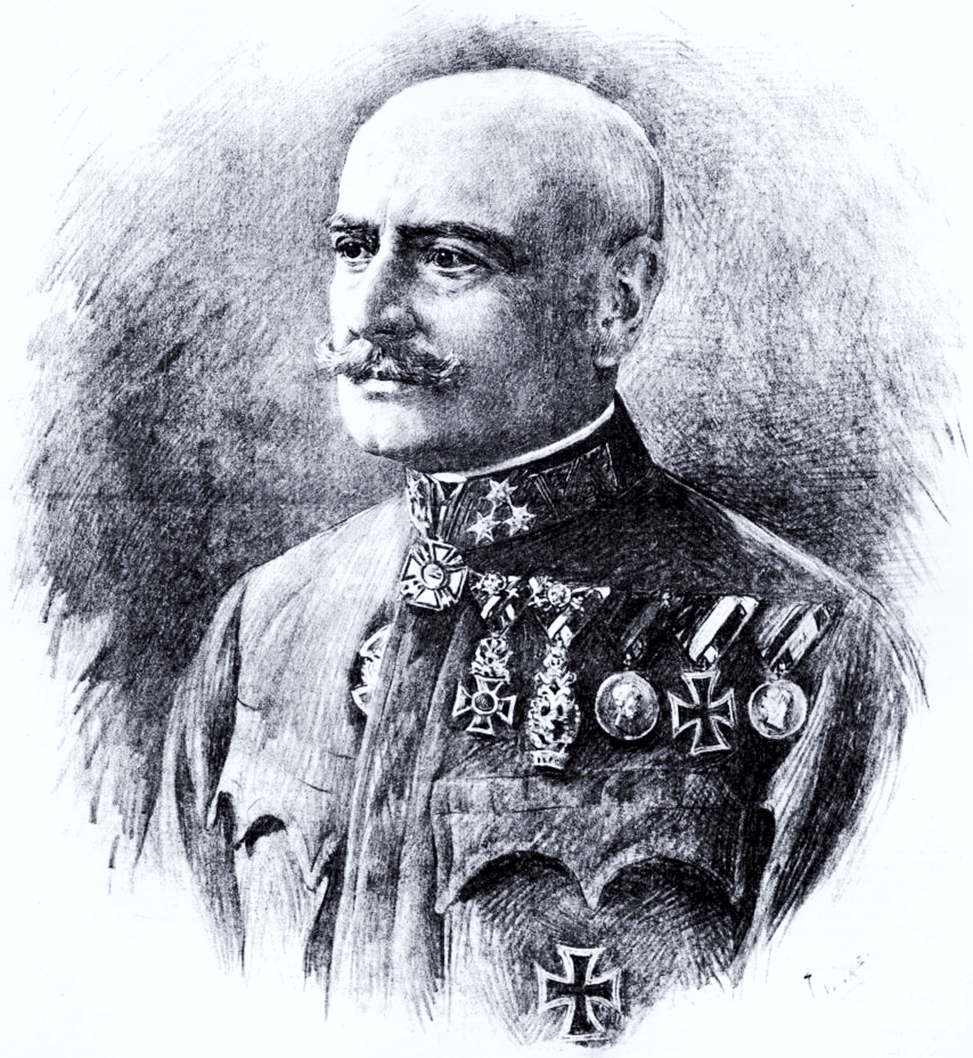
Ferdinand Ritter von Goglia als FZM

Ferdinand Goglia, seit 1916 Ritter von Goglia (* 13. September 1855 in Budapest; † 17. September 1941 in Wien) war ein österreichisch-ungarischer Feldzeugmeister, diente im Ersten Weltkrieg als Korpsführer und war von 1916 bis 1918 auch Generalartillerieinspektor.

## Leben

### Herkunft
Ferdinand Goglia wurde 1855 als Sohn des  k.u.k. Majors Ferdinand Goglia und der Virginia Pozzi geboren. Er besuchte die Kadetteninstitute in Marburg und Eisenstadt und absolvierte dann die technische Militärakademie in Wien.

### Frühe Militärkarriere
Er trat 1875 ins Feldartillerieregiment 12 in Laibach ein und wurde am 1. September 1875 Leutnant. Er beteiligte sich 1878 bei der Nachschubkolonne des k.u.k. XII. Korps an der Besetzung von Bosnien. Zwischen 1879 und 1881 absolvierte er die Artillerieschule mit gutem Erfolg und wurde am 1. Mai 1881 Oberleutnant. Am 1. Mai 1885 trat er in das Korpsartillerieregiment 13 ein und wurde am 1. Mai 1889 zum Hauptmann befördert. Seit 1. November 1892 zum Major ernannt wurde er am 1. Januar 1894 ins Divisionsartillerieregiment 13 versetzt, wo er am 1. Januar 1896 zum 1. Mai 1900 Oberstleutnant aufstieg. In dieser Zwischenzeit fungierte er auch als Lehrer an der Schule des Feldartillerie-Regiments. Am 18. September 1900 übernahm er das Kommando des Divisionsartillerie-Regiment 16 und wurde am 1. Mai 1904 zum Oberst befördert. Am 24. April 1906 übernahm er das  Korps-Artillerie-Regiment 2 und wurde 1907 für seine Leistungen als Regimentskommandeur und Lehrer an der Schießschulabteilung  im Artilleriestab mit dem Orden der Eisernen Krone 3. Klasse geehrt. Am 15. April 1910 wurde er Kommandant der Artillerieschieß-Schule, stieg am 1. Mai 1910 zum Generalmajor auf und wurde am 28. September 1912 zum Präsidenten des technischen Militärausschusses gewählt. Am 1. Mai 1913  erhielt seine Beförderung zum Feldmarschallleutnant. Goglia war in seinem Amt offen für Erneuerungen und förderte die Erforschung neuer Richtlinien im Bereich der Schießtechnik.

### Im Weltkrieg
Mit dem Ausbruch des Ersten Weltkrieges wurde er im August 1914 zum Kommandanten der 43. Feldartilleriebrigade bei der 43. Landwehr-Infanterie-Division unter Generalmajor Albert Schmidt von Georgenegg ernannt. Ende August befahl er seine Brigade in der Schlacht von Lemberg. Als die 43. Landwehr-Infanteriedivision nach Russisch-Polen verlegte, führte er im Oktober 1914 den Artillerieaufmarsch vor Iwangorod. Vor Kielce wurde ihm die Führung der Artillerie-Brigade der 12. Infanterie-Division übertragen. Anerkannt wurden seine Führung durch Verleihung des Orden der Eisernen Krone 2. Klasse und des Eisernen Kreuz 2. Klasse. Am 3. Dezember 1914 übernahm er im Abschnitt des k.u.k. V. Korps die Führung der 33. Infanterie-Division. Ende November 1914 beteiligten sich seine Verbände an der Schlacht bei Krakau und an der begrenzten Verfolgung über den Fluss Nida.
Im Januar 1915 verlegte das V. Korps  unter FZM Paul Puhallo von Brlog in die Karpaten, Goglias Division wurde zwischen Zemplin und dem Uschok-Pass eingesetzt. Die 33. Division beteiligte sich beim Vorgehen am oberen San und an den Gebirgskämpfen bei Ustrzyk. Nach dem Durchbruch in der Schlacht von Gorlice-Tarnów im Mai 1915 versuchten seine Verbände die Striwiaz, einem Nebenfluss des Dnjestr zu erreichen.

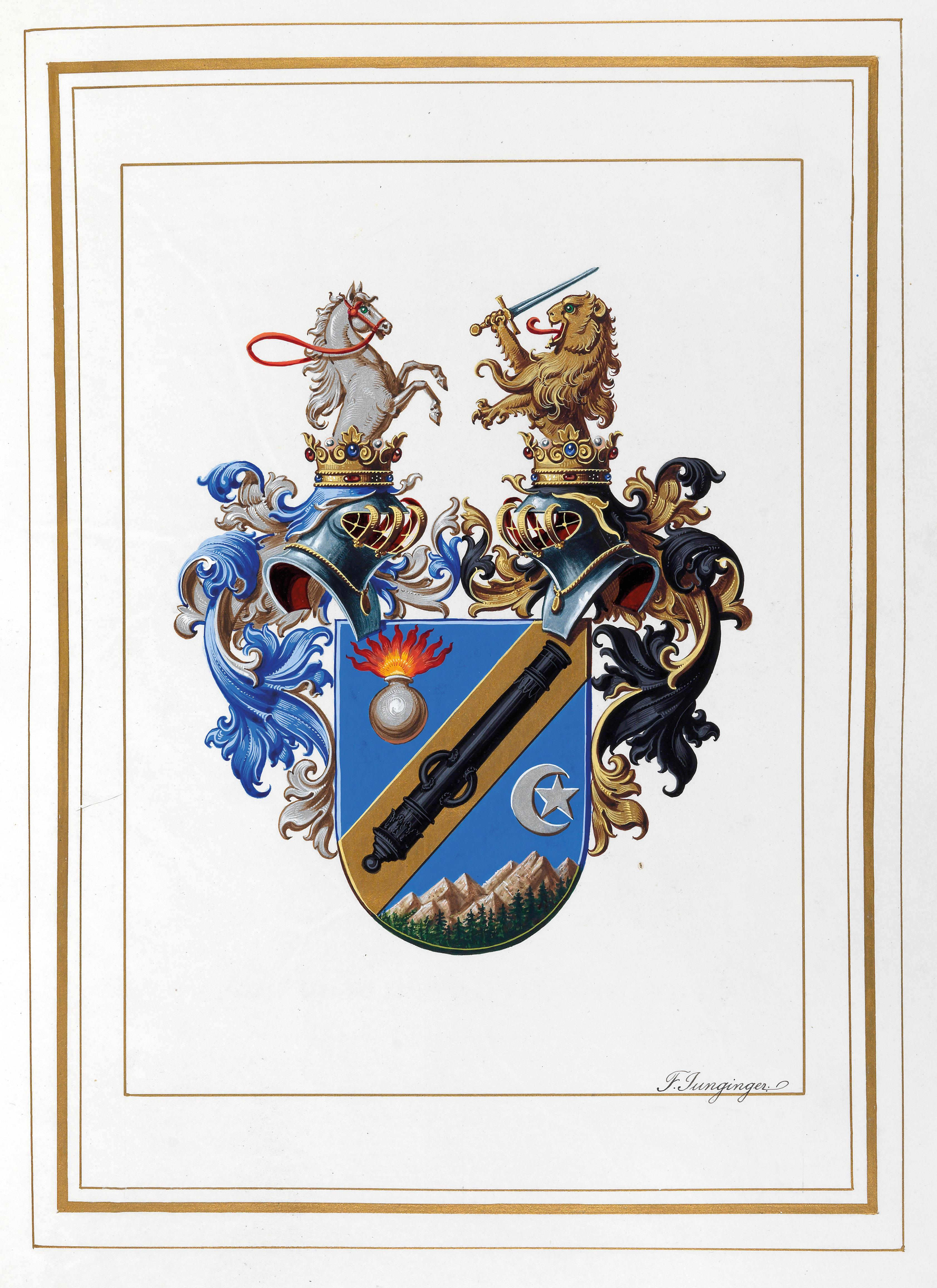
Wappen aus dem Ritterstandsdiplom Goglias, 1917

Schon im Mai 1915 wurde Goglia mit dem Befehl des V. Korps betraut. Unter seiner Führung überquerte das V. Korps den Dnjestr und die Wereszyca, nahm Mikolajow ein und warf den Feind hinter die Zlota Lipa zurück. Goglias Korps brach in die russischen Stellungen bei Gologory durch und erreichte die alte Landesgrenze. Zwischen September und Oktober 1915 leistete sein bereits stark dezimiertes Korps russischen Gegenangriffen im Raum Podkamien  starken Widerstand.
Für seinen Erfolg als Korpskommandant an der Zlota Lipa und bei Gologory wurde Goglia per Dekret Kaiser Franz Josephs in den erblichen österreichischen Ritterstand erhoben (Wien, den 9. Juli 1916). Die Ausfertigung des entsprechenden Diploms erfolgte erst durch Kaiser Karl I. (Wien, den 31. Jänner 1917), als Goglia bereits zum k.u.k. Feldzeugmeister befördert war. Wie die Akten über seine Nobilitierung zeigen, hat Goglia das Prädikat "von Zlota Lipa", welches bereits während des Ersten Weltkriegs oftmals auftaucht, nie selbst beantragt; es dürfte ihm zunächst von der Presse beigelegt worden sein und so Eingang in die Literatur gefunden haben.
Während der Brussilow-Offensive 1916 konnte sich sein Korps im Abschnitt der k.u.k. 2. Armee (Böhm-Ermolli) im Raum Lopuszno anfangs halten, war dann aber gezwungen sich nach Norden und Süden auf die Ikwa zurückziehen. Für seine Führung in dieser Zeit wurde Goglia mit dem Ritterkreuz des Leopold-Orden und am 14. November 1916 zum Feldzeugmeister befördert. Im Dezember 1916 wurde Goglia zum Generalinspekteur der k.u.k. Artillerie ernannt.
Nach der erfolglosen Piave-Offensive der k.u.k. Streitkräfte in Italien übernahm Goglia ein neues aktives Truppenkommando.
Im Juli 1918 wurde er im Abschnitt der 6. Armee für einen Monat Kommandierender General des XXIV. Korps im Gebiet des Montello. Am Schluss des Krieges wurde Goglia der Befehl über die der Heeresgruppe Boroević unterstellte Armeegruppe Belluno am Grappa-Abschnitt anvertraut. Die unterstellten Korps (I. und XXVI.) lagen am 24. Oktober 1918 im Brennpunkt der Angriffe der italienischen 4. Armee (General Giardino), hielten stand und versuchten am 27. Oktober vergeblich die Schlacht von Vittorio Veneto zu wenden. Anfang November kämpften seine Truppen nur mehr darum, durch schnellen Rückzug nach Norden, der italienischen Gefangenschaft zu entgehen.
Nach dem Zusammenbruch der Monarchie trat Goglia am 31. Dezember 1918 in den Ruhestand und starb 1941 in Wien.